# 原大磯內科醫院
原大磯內科醫院為臺北市中正區的古蹟，其在日治時期時為日人大磯友明所開設的醫院與住宅，在二次大戰後曾作為公務人員宿舍。

## 介紹
此建築由大磯友明建於臺灣日治時期昭和年間，並分為前後兩棟，前棟為醫院，後棟則是醫院兼住宅。當時地址為臺北市兒玉町三丁目。
二戰後，此建築屬日人財產而由國民政府接收，作為公務人員單身宿舍，前棟為臺灣省農林廳的單身宿舍，後棟為民政廳地政局高階長官宿舍，前地政局局長沈時可曾居住於此。現為農委會漁業署及內政部員工眷舍。
其建築構造為木造兩層樓，作為診所使用為其他地區少見；建築外觀和內部隔間如診療室、病房、候診室、藥房等仍多維持原貌；故於2007年1月29日以「骨科醫院及住宅」的名稱被登錄為臺北市直轄市定古蹟。2023年12月27日，臺北市政府文化局修改登錄名稱與保存範圍等資訊，改以「原大磯內科醫院」為登錄名稱。